# Histoire quantitative
L’histoire quantitative est un courant de l’histoire économique et sociale qui se distingue par ses modalités de recherche, à savoir l’utilisation de sources statistiques. Particulièrement pratiquée entre les années 1950 et les années 1970, elle a pour objectif de découvrir les relations entre différentes structures économiques et/ou sociales grâce au traitement de sources chiffrées.

## Contexte historiographique
L’histoire quantitative débute avec Fernand Braudel dans les années 1950. Cet historien a amené les thématiques économiques et sociales dans la discipline historique. En succédant à Lucien Febvre à la tête de la revue des Annales, il est libre d’imposer ces thèmes. Il est suivi par les historiens de la deuxième génération des Annales : Pierre Chaunu, Pierre Vilar, Ernest Labrousse et Jean Marczewski. L'histoire quantitative gagne de plus en plus d’importance dans les années 1960 grâce à l’aura de ses porteurs qui dominaient le courant historique français à l’époque; elle atteindra son apogée en 1973, notamment avec Emmanuel Le Roy Ladurie et son histoire du climat parue en 1968, ouvrage complètement nouveau par son thème. Les années 1970 seront caractérisées par des collaborations de plus en plus nombreuses avec d’autres sciences non historiques : démographie, informatique, sociologie et géographie.
Cet intérêt pour les thématiques économiques et sociales poussent les historiens à développer de nouvelles techniques et méthodes, permettant de mieux répondre à ces problématiques. Ces dernières captent l’intérêt des lecteurs qui y trouvent un écho au contexte des années de croissance en Europe Occidentale, avec l’augmentation accélérée de la démographie et de l’industrie.
L’histoire quantitative connaîtra un certain recul dans les années 1980 avec ses adversaires, comme Béaur ou Milo. Ceux-ci souhaitent revenir à l’histoire des individus avec leurs particularités, considérant que l’histoire quantitative ne décrit qu'un « homme moyen », minimise ou supprime les individualités, et que ses pratiques sont lourdes et complexes.
Pour ce qui est de l’histoire quantitative dans les pays anglo-saxons, l’intérêt pour la matière s’est portée dans les années 1960, notamment avec la création de grandes revues spécialisées: Historical Methods en 1967, Journal of Interdisciplinary History en 1968, et Social Science History en 1976.

## Principes de l'histoire quantitative
Le but de l’histoire est d'expliquer des phénomènes situés dans l’espace et dans le temps. En matière d’histoire économique et sociale, cela signifie qu’on s’intéresse à l’évolution de structures : démographie, moyens de production, criminalité dans une région, etc. Le phénomène étudié peut être exploré de façon synchronique ou diachronique. Par l'analyse d’évolutions dans le temps via des données chiffrées, l’histoire quantitative permet de repérer pour une période précise de nombreux phénomènes, comme des crises cycliques (économiques ou démographiques), des relances, des croissances industrielles ou des baby-booms.
Une histoire économique qui se sert de statistiques n’est pas d’office une histoire quantitative. Un historien économiste peut se servir de statistiques pour étayer son propos, prouver ce qu’il avance. Quant à l’historien qui utilise une démarche quantitative, il enregistre un ensemble de données statistiques pour voir les interconnexions que celles-ci peuvent avoir entre elles. Il fait appel à un plus grand nombre de données statistiques pour pouvoir les mettre en relation les unes avec les autres. Cela lui permet de développer des modèles qui font appel à divers types de statistiques et qui permettent d’apporter des informations sur un phénomène bien précis. Une fois qu’un modèle a été développé, il peut être utilisé pour des réalités d’un certain type.

## Types de bases de données utilisées

### Sources économiques
Elles sont les plus importantes, car même les archéologues peuvent les utiliser: par exemple, en ce qui concerne la distribution du commerce dans l’espace méditerranéen, on analysera les chiffres pour les mettre en relation avec les découvertes archéologiques, surtout les amphores largement utilisées pour le transport des biens dans l’Antiquité. Les résultats de ces recherches restent provisoires, par manque de sources pour certaines périodes; cela a tendance à diminuer au fil des époques, jusqu’à disparaître vers les XVIIIe et XIXe siècles, lorsque les États et les entreprises prendront de l’ampleur et commenceront à tenir leur comptabilité. De nos jours, les sources économiques sont disponibles facilement grâce au développement de l’informatique: telle la comptabilité d’un État, par exemple.

### Sources démographiques
De nombreuses sources permettent à l’historien de poser des bases démographiques à ses travaux: il existe bien sûr les registres paroissiaux enregistrant les baptêmes, pratiques pour les périodes plus anciennes en Europe chrétienne, et utilisables par les historiens médiévistes. Par la suite, les recensements de population apparaissent au XIXe siècle, notamment en France. Une source importante et spécifique concerne les registres de matricules, apparus en France à partir de 1872. Ne concernant que la population masculine apte à effectuer son service militaire, ces registres détiennent nombre d’informations relativement intéressantes: nom, prénom, date et lieu de naissance mais aussi religion, profession, couleur de cheveux et des yeux, grade, appartenance à telle division, ainsi que des observations sur le comportement de l’individu envers sa hiérarchie.

### Sources relevant du domaine politique
La méthode quantitative peut également être utilisée pour des sources concernant la politique. Cela peut concerner la mise en relation de résultats électoraux en fonction des profits sociaux des électeurs. Cela peut aussi aider à dégager, pour des propositions de lois, les résultats de votes par parti.

## Les critiques contre l'histoire quantitative
L’histoire quantitative a permis aux historiens de dégager des tendances, de mettre en évidence des phénomènes qui n’auraient pas pu être décelés sans la vue d’ensemble qu’apporte la méthode quantitative. Toutefois, cette démarche comporte également quelques difficultés. Dès l’avènement de la discipline, certaines critiques sont apparues. Pour les périodes les plus contemporaines, le nombre de sources statistiques est énorme ; ce qui signifie qu’il faut pouvoir gérer cette quantité d’informations. Certaines statistiques doivent faire l’objet d’une critique des sources. Certains termes utilisés dans les statistiques peuvent comporter des significations différentes.
D’autres critiques mettent en avant le fait que l’histoire quantitative a tendance à simplifier la réalité historique : elle masque la diversité de l’expérience humaine. À cela, les défenseurs de la discipline répondent que l’histoire quantitative n’a pas pour ambition de remplacer les autres modalités d’écriture de l’histoire, mais qu’elle est plutôt complémentaire de ce que les historiens anglais appellent the qualitative history. Ils défendent également le fait que le cerveau humain tend forcément à faire des comparaisons entre différents faits et phénomènes. Avec la méthode quantitative, l’historien est obligé de reconnaître qu’il y a une simplification puisque cela fait partie de sa démarche, il est donc forcé de prendre un certain recul par rapport à ses conclusions.